# Farnham (Québec)
Pour les articles homonymes, voir Farnham.
Farnham est une ville située dans la municipalité régionale de comté de Brome-Missisquoi, dans la région administrative de l'Estrie, au Québec, au Canada, mais dans la région touristique des Cantons-de-l'Est. Deuxième ville de la MRC de Brome-Missisquoi par sa population, Farnham est un centre commercial actif au sein d'une région agricole prospère. Le nombre d’habitants de la ville s’élève à 11 267, à la suite d’un décompte mené en décembre 2024.

## Histoire

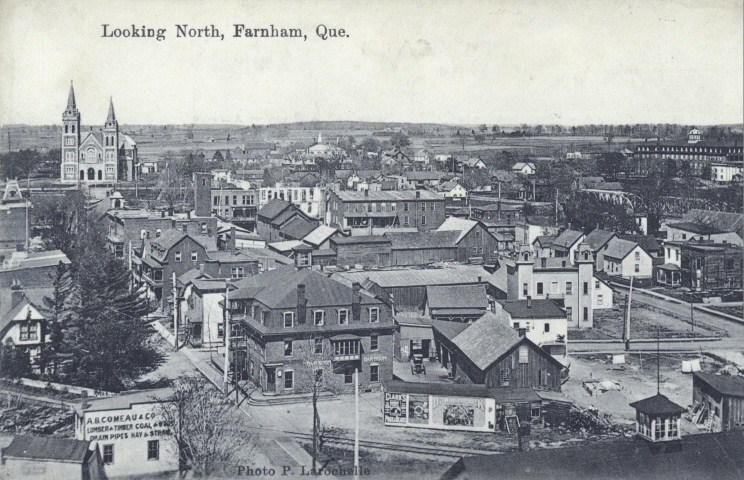
Farnham vers 1910

La ville de Farnham tire son nom du canton de Farnham, l’un des rares cantons proclamés avant 1800. Le canton de Farnham a été érigé le 22 octobre 1799 et il fut nommé ainsi en rappel de la ville de Farnham, en Angleterre. Le nom de Farnham est celui d'une petite ville du comté de Surrey, où celui qui deviendra le deuxième évêque de Québec, monseigneur de Saint-Vallier, est passé deux ans en captivité. Les premiers Farnhamiens, surtout loyalistes, se sont installés dans cette partie ouest du canton de Farnham dès 1800. La municipalité du canton de Farnham-Ouest a été érigée le 1er juillet 1845.
Un curé réside dans la paroisse catholique de Saint-Romuald, de Farnham, depuis 1850. Les registres paroissiaux s'ouvrent le 29 septembre de la même année. L'érection canonique a eu lieu le 31 octobre 1851, l'érection civile le 14 juillet 1854. Le territoire de cette paroisse comprend la partie ouest du canton de Farnham devenue ville de Farnham, le 28 décembre 1876. La ville de Farnham a été marquée par plusieurs incendies au cours de son histoire. En 1909, une partie du centre-ville qui a brûlé. Puis, en juillet 1911, les flammes ont ravagé à nouveau le centre-ville et causé des pertes matérielles équivalant à un demi-million de dollars, en plus de trois blessés .
L'église Saint-Romuald a été construite vaste, en vue de devenir l'évêché d'un nouveau diocèse, qui sera finalement celui de Saint-Jean-Longueuil érigé le 9 juin 1933. La paroisse de Saint-Romuald a demeuré du diocèse de Saint-Hyacinthe mais a été scindée en juillet 1962 avec la création de la paroisse Saint-Fabien grâce au travail acharné des paroissiens, qui étaient souvent bloqués par les trains sur les voies ferrées, empêchant le passage du sud vers l'église Saint-Romuald. L'œuvre assidue, principalement de monsieur Philippe Boivin, qui deviendra premier «sacristain», et de madame Thérèse Chouinard, qui transformaient hebdomadairement l'école Saint-Jacques en desserte, et le soutien du curé Georges-Étienne Houle permirent l'ouverture de Saint-Fabien nommé en l'honneur de l'ancien évêque de Saint-Hyacinthe, Fabien-Zoël Decelles. La paroisse Saint-Fabien a été réintégrée à Saint-Romuald, et l'église a été démolie en 2011.
Donc, le 28 décembre 1876, Farnham a obtenu le statut de ville, et le 8 mars 2000, la ville de Farnham et la municipalité de Rainville ont fusionné pour ne former qu’une ville. À la suite de cette fusion, la population de la ville de Farnham se chiffrait à 8 000 habitants.
Depuis 2006, la ville a connu une période d'effervescence au niveau de la construction résidentielle par l'arrivée de nouvelles familles recherchant la tranquillité, tout en restant près des centres urbains. Plusieurs développements domiciliaires sont en cours.

## Géographie
Située sur les berges de la rivière Yamaska, à la limite des basses-terres du Saint-Laurent, la ville de Farnham se trouve à proximité de centres régionaux tels que Saint-Jean-sur-Richelieu à l'ouest et Granby au nord-est.

## Démographie
| 1991  | 1996  | 2001  | 2006  | 2011  | 2016  | 2021   |
| ----- | ----- | ----- | ----- | ----- | ----- | ------ |
| 6 146 | 6 044 | 7 747 | 7 809 | 8 330 | 8 909 | 10 149 |

## Administration
Les élections municipales se font en bloc et suivant un découpage de six districts.
| Farnham Maires depuis 2003                                                                                           |                  |         |          |
| Élection | Maire            | Qualité | Résultat |
| 2003 | Josef Hüsler     |         | Voir     |
| 2005 | Josef Hüsler     | Voir    |          |
| 2009 | Josef Hüsler     | Voir    |          |
| 2013 | Josef Hüsler     | Voir    |          |
| 2017 | Patrick Melchior |         | Voir     |
| 2021 | Patrick Melchior | Voir    |          |
| Élection partielle en italique Depuis 2005, les élections sont simultanées dans toutes les municipalités québécoises |                  |         |          |

## Économie

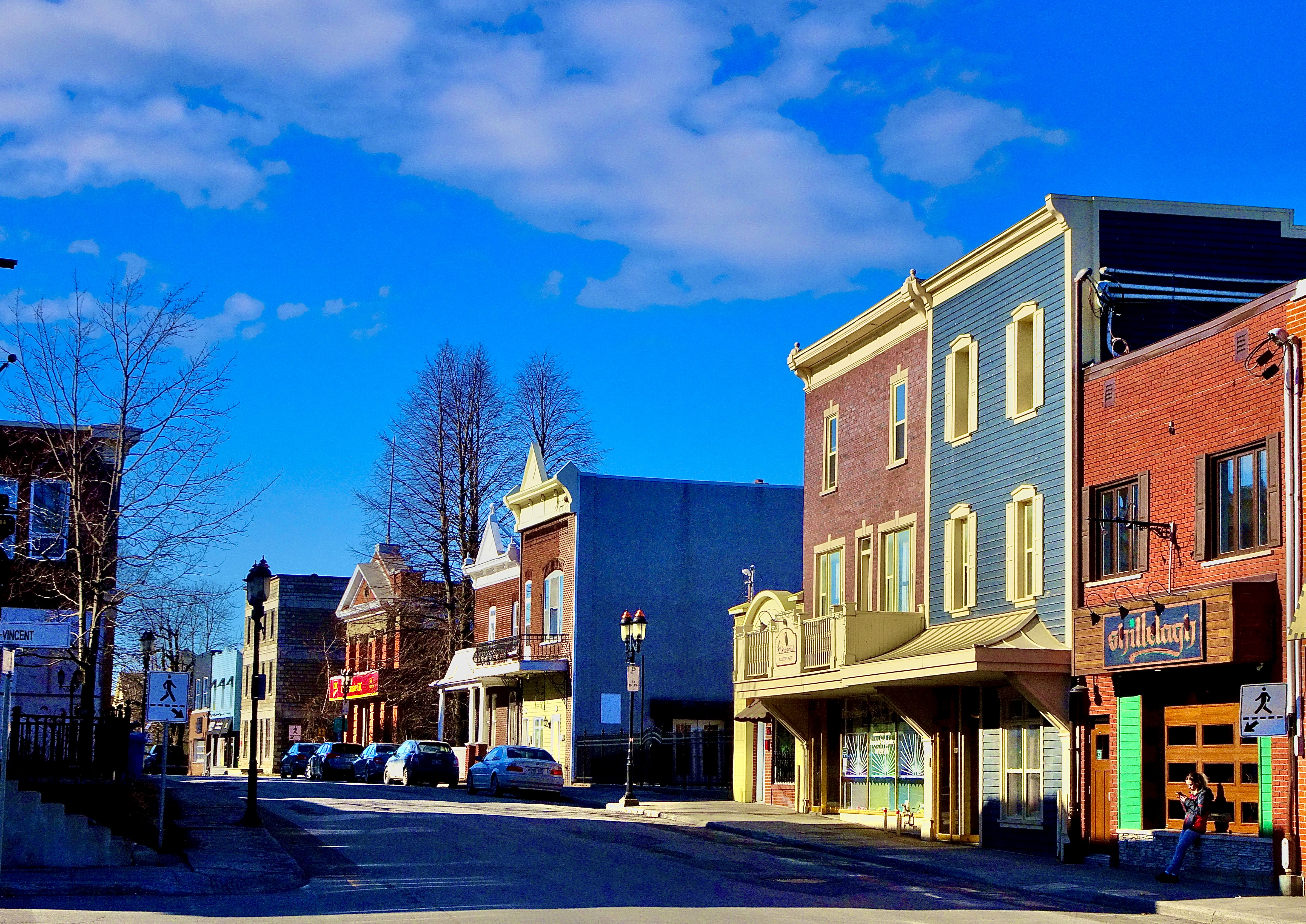
Rue Principale Est

Farnham est une ville habitée par la classe moyenne, et les revenus sont comparables à la moyenne québécoise. Son économie repose sur le secteur manufacturier, et la ville comporte plusieurs industries, comme Tarkett, Harbour Industries, Alpha Vico, remorquage 4 Saisons et plusieurs autres. Les services occupent une part non négligeable de l'économie, principalement dans les commerces et les entreprises de services, dont Distribution Marcel Dion Inc. qui est une des entreprises les plus prospères de la ville.
Farnham est un centre commercial important. Les gens des villages et municipalités environnantes comme Sainte-Sabine, Sainte-Brigide-d'Iberville, Ange-Gardien, Bedford, Saint-Ignace-de-Stanbridge et même Saint-Alexandre viennent faire leurs achats dans les commerces de Farnham. Ainsi, la ville possède tous les services d'une ville beaucoup plus populeuse, dont plusieurs écoles, des centres pour personnes âgées, un centre local de services communautaires, des cliniques de santé et plusieurs parcs, ainsi que plusieurs commerces. La ville comporte des pharmacies, des épiceries, des quincailleries, des terrasses, une succursale de la Société des alcools du Québec, un magasin Dollarama, une salle de gym, des restaurants, des bureaux de professionnels, des magasins de meubles, des bars, des salons de quilles, des succursales bancaires, un magasin de sport, des magasins de chaussures, une librairie et plusieurs autres commerces.
En 2021, une nouvelle usine de la société Cannara Biotech ouvre ses portes sur le boulevard Magenta Est, dans l’ancienne usine de tapis de Beaulieu Canada. L’usine fournit quelques produits vendus par la suite dans les SQDC . Celle-ci, d’une superficie de 625 000 pieds carrés, peut produire annuellement 100 000 kilos de cannabis séché. Elle compte environ 210 travailleurs et travailleuses .

## Industrie ferroviaire
À la suite d’un feu destructeur en 1949, une nouvelle gare est construite en 1950. Cette époque d’après-guerre, qui coïncide avec l’apogée de l’expansion du réseau ferroviaire du Canadien Pacifique, a permis à la ville de Farnham de devenir le centre administratif du réseau ferroviaire de l’est du pays. Plus de 500 membres du personnel travaillaient à ce bâtiment de tradition urbaine moderne .
Farnham possède une gare considérable comparée à sa population. Cependant, aujourd'hui, la gare n'accueille que des marchandises, notamment des wagons en provenance de l'ouest canadien. Il n'y a pas de train pour le transport de personnes. Dans le passé, la gare accueillait des voyageurs ferroviaires. Toutefois, à l'initiative du député de Brome Missisquoi, Christian Ouellet, la compagnie ferroviaire Via Rail effectue actuellement une étude afin de déterminer la rentabilité d'une possible ligne de train de passager Montréal-Farnham-Cowansville-Magog-Sherbrooke. Article dans La Presse

## Base militaire
Les Forces armées canadiennes y possèdent un centre d'entraînement situé près de Sainte-Brigide-d'Iberville. Ce centre est une mini-base qui permet d'effectuer de l'entraînement de campagne et de l'entraînement au tir.
Développée en 1910 à la suite de l'achat des 1 300 acres (5,26 km2) par le gouvernement canadien, la base servait à l'entraînement de la cavalerie et de l'infanterie. Devenue inutilisable, elle ferme en 1918 et on la transforme en ferme expérimentale où on cultive du tabac à cigare et de la betterave à sucre.
Avant la Seconde Guerre mondiale, la base est rouverte afin d'entraîner l'armée de réserve. Entre 1940 et 1946, la base est transformée en camp de réfugiés et d'internement, près de 2 800 prisonniers allemands y sont détenus.
Dans les années 1960, il y a un projet de faire un aéroport international sur l'emplacement de la base, le projet est abandonné et on opte pour Mirabel, ce qui a donné naissance à l'Aéroport international Montréal-Mirabel.

## Éducation
On y retrouve cinq écoles, soit :
- L'école primaire Saint-Jacques accueille les élèves de la maternelle à la 2e année.

- L'école primaire Monseigneur-Douville accueille les élèves de la 3e à la 6e année.
- L'école primaire Saint-Romuald accueille les élèves de la maternelle à la 6e année. Un gymnase a été ajouté du côté est de l’école en 2017 à l’aide d’investissements de 4 M$. Un passage piétonnier vitré permet de joindre les deux édifices [14].
- L'école anglaise Farnham Elementary (primaire) accueille les élèves de la pré-maternelle à la 6e année.
- L'école secondaire Jean-Jacques-Bertrand = 1re à 5e secondaire, incluant l'option école internationale.
- Une nouvelle école est actuellement en construction à Farnham. Celle-ci devrait ouvrir ses portes pour l’année scolaire 2025-2026. À l’aide de ses 16 locaux de classe, elle devrait accueillir des élèves de la maternelle à la sixième année à raison de deux par niveau [15].

## Patrimoine

### Architecture sacrée

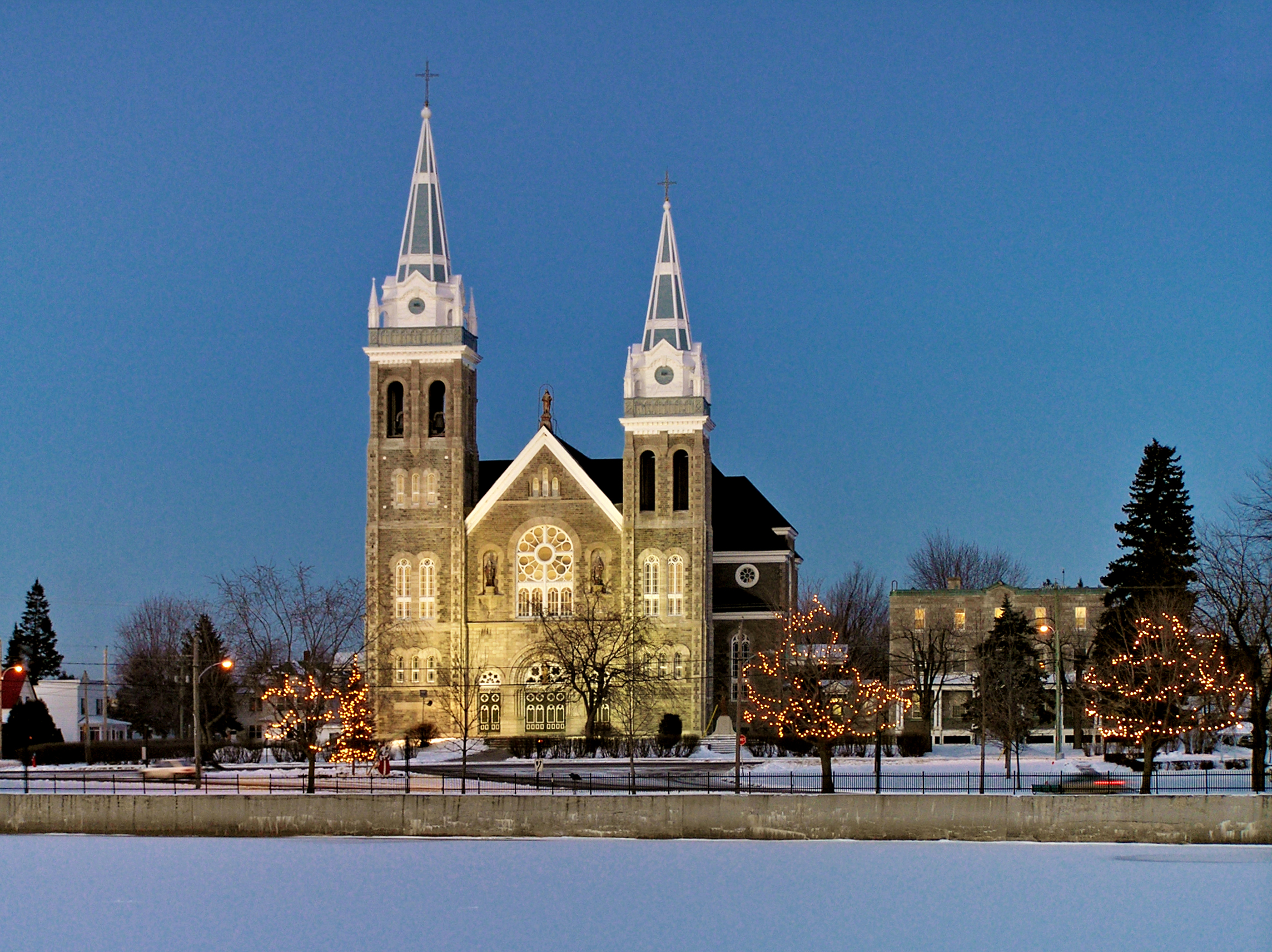
Saint-Romuald

- Église Saint-Romuald, église catholique située au 455 rue Yamaska. M. Joseph-Ovide Turgeon est l’architecte de ce bâtiment religieux en forme de croix latine, dont la construction c’est dérouler de 1903 à 1905. Le peintre Ozias-Leduc, l’un des plus importants du Québec, y a créé trente-quatre tableaux dès 1905 [16]. En 2021, La Fabrique a dû céder ses droits de propriété de l’église Saint-Romuald pour une somme symbolique d’un dollar à la Ville de Farnham. Toutefois, les activités religieuses, comme la catéchèse, les mariages, les messes, les funérailles, etc., ont toujours lieu [17].
- L’église catholique Saint-Fabien est fondée, en juillet 1962. Le conseil de La Fabrique a décidé de fermer la paroisse. Elle est ensuite démolie, en 2012, après avoir été abandonnée pendant 5 ans [18]. Des condos de style moderne ont été construits en 2018 sur le terrain où se trouvait autrefois l’église [19].

## Activités
Farnham possède une bibliothèque publique fondée en 1958 par un groupe de bénévoles. Elle est d'ailleurs l'une des rares à être encore gérée comme une corporation à but non lucratif et non comme un service municipal[réf. nécessaire]. L’École de parachutisme Nouvel Air, maintenant nommé Parachute Montréal est située sur le territoire de Farnham depuis 1991. Il est possible d’y faire des sauts à 13 500 ou à 18 000 pieds d’altitude . La ville est dotée d'une aréna, nommée en l'honneur de la conseillère Madeleine Auclair. Depuis la fin des années 1990, la ville est dotée d'un parc à planche à roulettes (SkatePark). Haut-lieu du football, les équipes de l'école secondaire Jean-Jacques-Bertrand ont une fiche historique notable sur le plan provincial. À l'an 2004, l'équipe de hockey senior le « Desjardins » a vu le jour. À l'ouest de la ville, un terrain de golf permet la pratique de ce sport. Farnham est au centre du réseau cyclable les « Montérégiades » et de la « Route Verte ». Il y a aussi un corps de cadet (2614 Farnham). Leurs activités se passent surtout sur la base militaire.
En été, la population peut pratiquer différentes activités nautiques au parc Ouellette et s'inscrire à des cours d'initiation à la planche à pagaie offerts par la Ville.

## Parcs
Parc Phénix : à l’intersection des rues Principale Sud et Saint-Vincent, le parc propose une grande terrasse publique et différentes installations extérieures. Le parc est caractérisé par une grande murale colorée qui a été réalisée par l’artiste sherbrookois Nicolas Lareau. La ville a investi 40 000$ pour ce projet. Durant les mois de juillet et d’aout, un camion-restaurant est présent sur place en soirée dans le cadre des jeudis gourmands.
Parc Ouellette : situé sur la rue Principale Est, met à la disposition de la population différentes embarcations nautiques depuis l’été 2024. De plus, des jeux familiaux comme le spikeball, les quilles finlandaises et les poches sont disponibles gratuitement. La population peut également s’inscrire à des cours d’initiation à la planche à pagaie offerts par la Ville.

## Personnalités

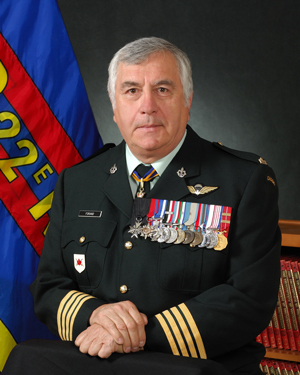
Le général Alain Forand

- Les membres du groupe Arcade Fire ont acheté en 2006 une église à Farnham qu'ils ont transformée en studio d'enregistrement pour le groupe. Ils ont enregistré les albums Neon Bible et The Suburbs fin des années 2000. Les Montréalais de Wolf Parade y ont aussi enregistré la moitié de leur second album At Mount Zoomer, en 2007. En 2013, celle-ci étant endommagée, le groupe la remet en vente[23].
- Henry Hamilton Bennett (en), photographe, est originaire de Farnham.
- Sylvain Charlebois, économiste canadien spécialisé en politiques agroalimentaires, chercheur à l'Université Dalhousie à Halifax. Il est le fils de Lyse Lafrance-Charlebois première femme élue à la mairie de Farnham[24].
- Simon Durivage, journaliste et animateur de télévision, est originaire de Farnham.
- Alain Forand, major-général, officier d'infanterie et colonel du Royal 22e Régiment, est originaire de Farnham.
- Louis-Arthur Giroux (en), avocat et homme politique, est originaire de Farnham[25].
- Ludger Lemieux, architecte, est originaire de Farnham.
- Yvan Ponton, un comédien québécois connu, est originaire de Farnham.
- Yves Rodier, créateur de bandes dessinées, connu surtout pour ses pastiches des Aventures de Tintin, est originaire de Farnham.
- Paul-Olivier Trépanier, architecte, maire de Granby où son nom fut attribué à la bibliothèque municipale, est originaire de Farnham[26].
- Alphonso Wells (en), député de Shefford et patriote de 1837-1838, est originaire de Farnham[27].

## Galerie

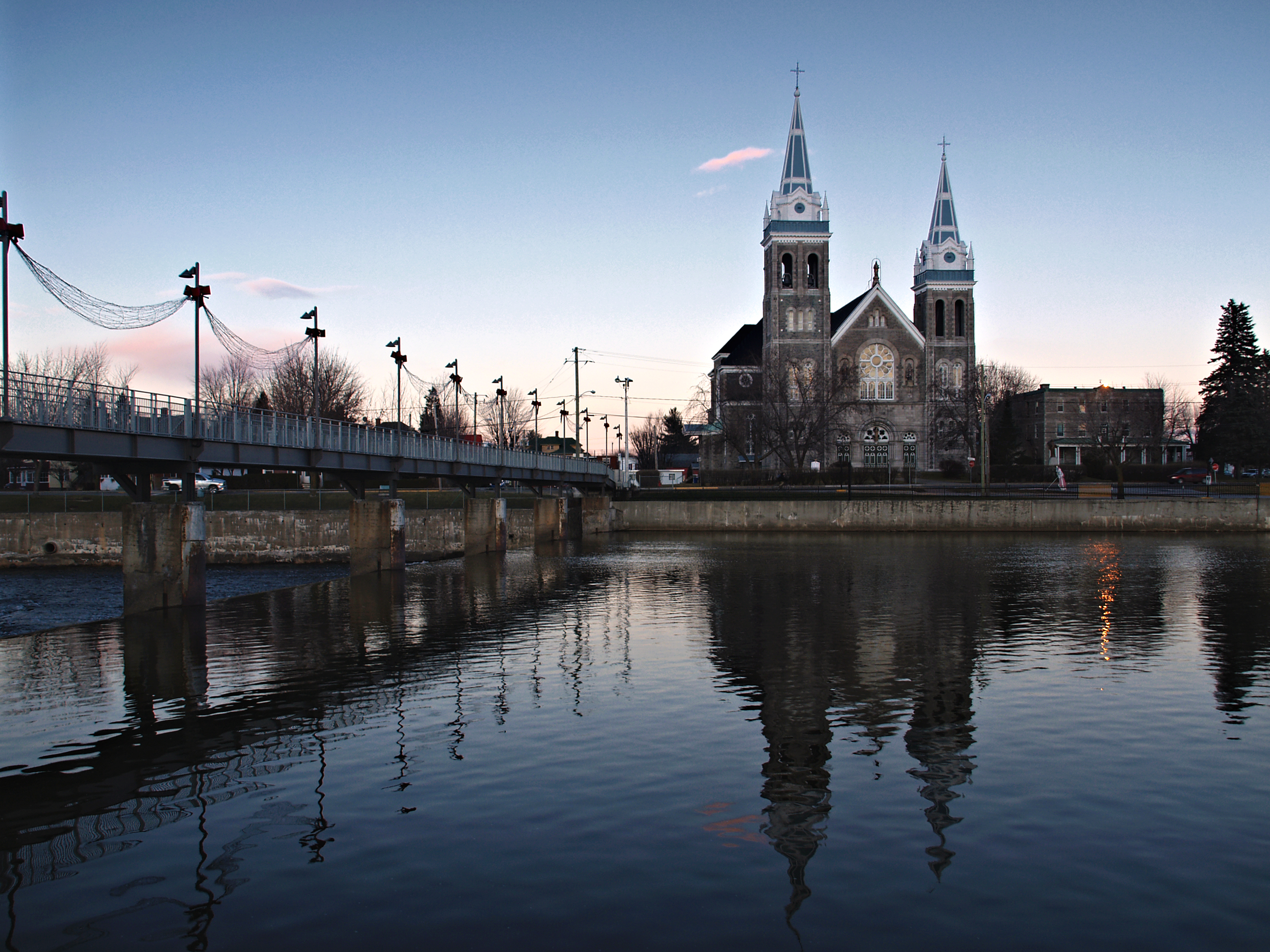
Passerelle Éva-Dulude et église Saint-Romuald
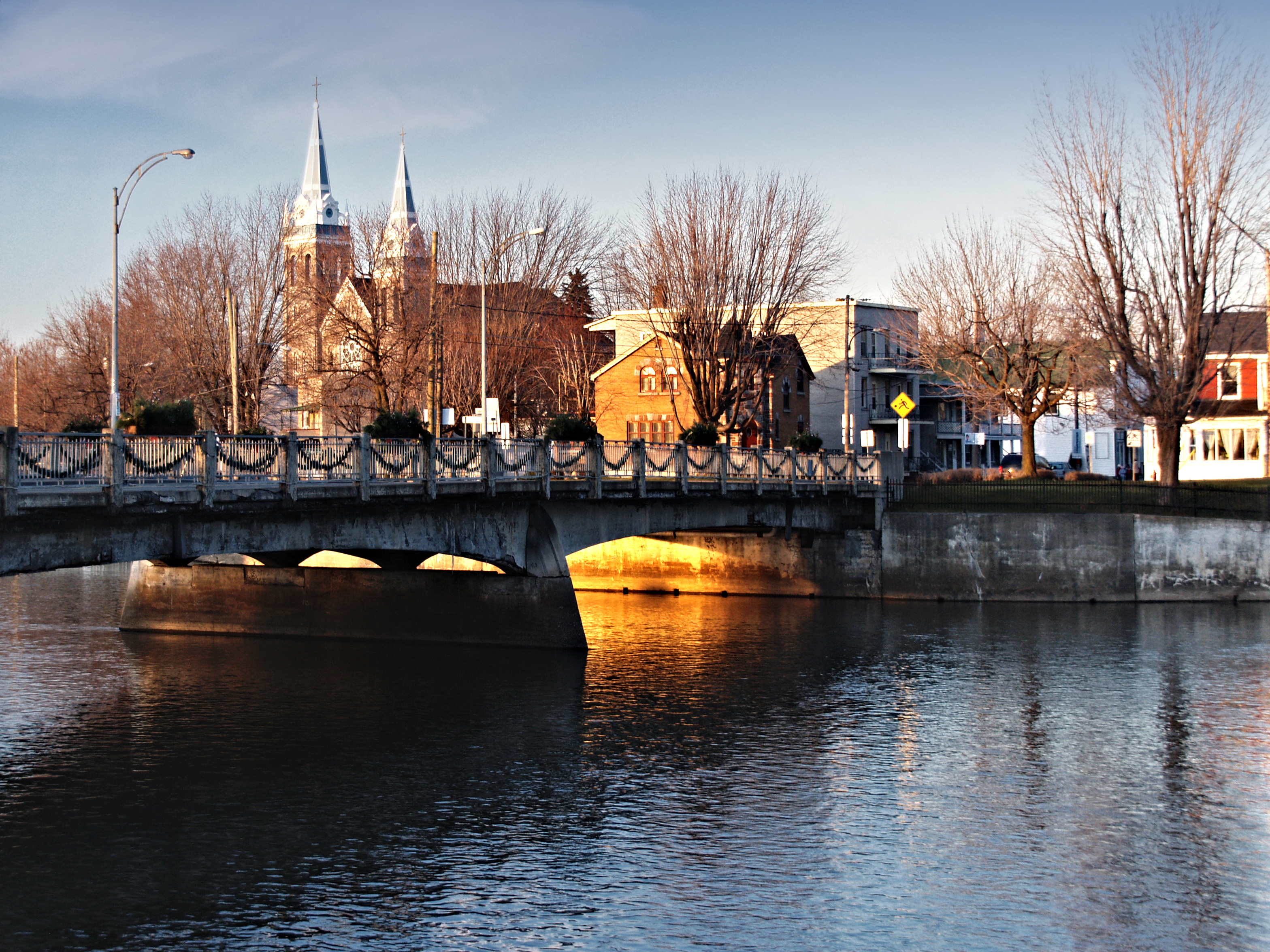
Pont de la rue Saint-Paul sur la Yamaska
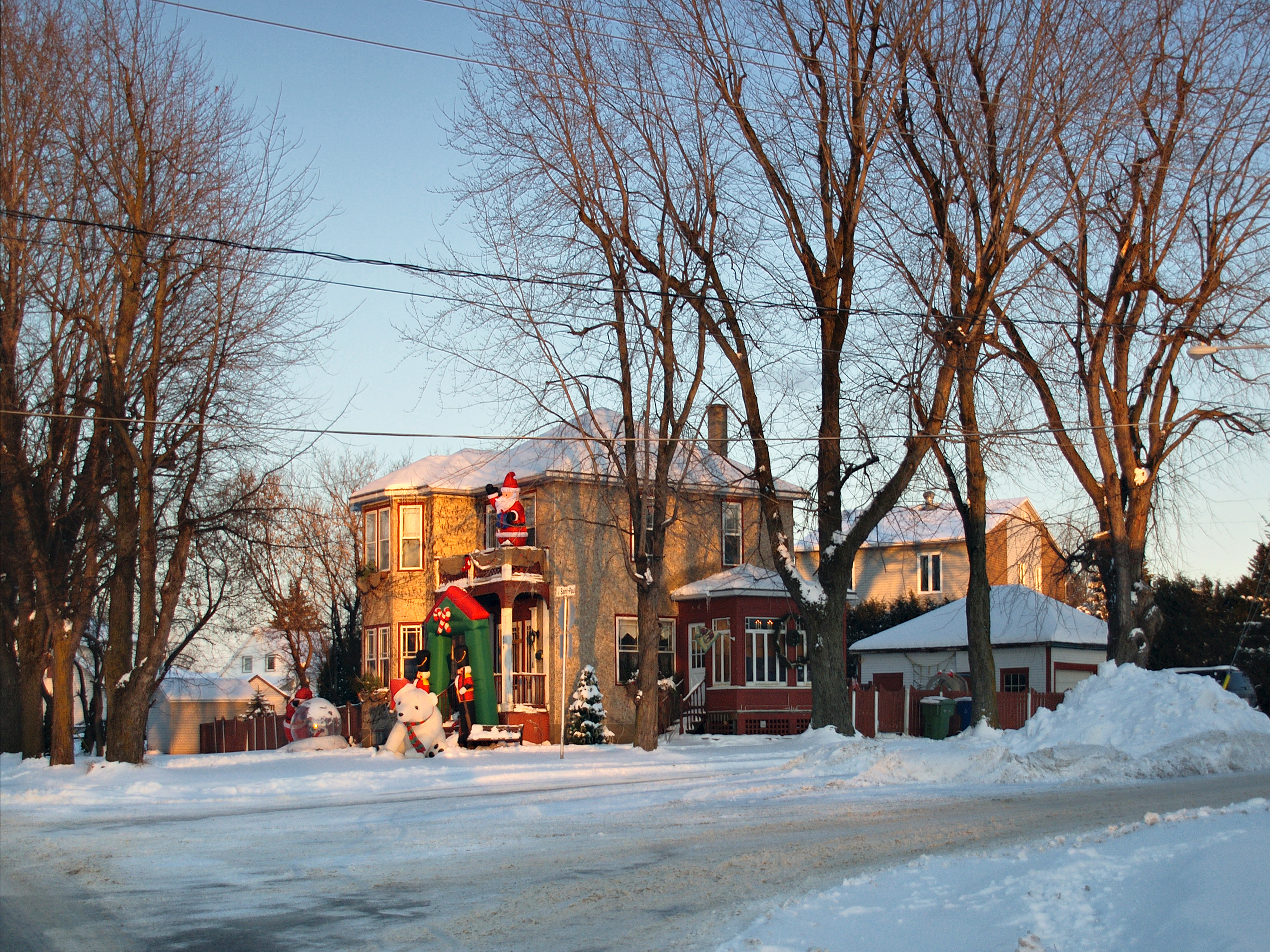
Maison rue Saint-Paul
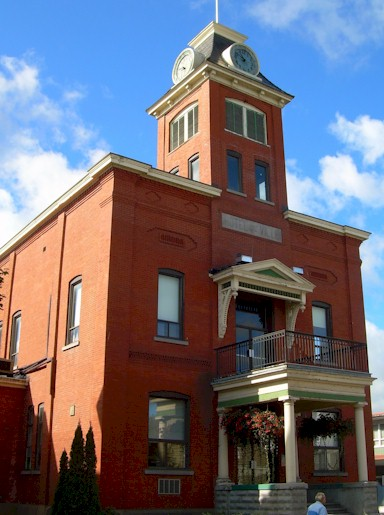
Hôtel de ville